# Umbilicus Urbis
Umbilicus Urbis Romae, literalmente "umbigo da cidade de Roma", era o centro simbólico da cidade a partir do qual todas as distâncias na Roma Antiga eram medidas. Estava situado no Fórum Romano, onde seus restos ainda podem ser vistos ao lado do Arco de Sétimo Severo e do Vulcanal, ao lado da Rostra. Originalmente revestido de mármore, o Umbilicus é atualmente um descuidado amontoado de tijolos com dois metros de altura e 4,45 de diâmetro.

## História
Conta a lenda romana que Rômulo, quando fundou a cidade, mandou escavar um poço circular no fórum. Os primeiros frutos da colheita anual eram atirados nele como sacrifício e todos os cidadãos romanos tinham que atirar ali um punhado de terra de sua terra natal.
O Mundus ("mundo" em latim), conhecido apenas a partir de fontes literários, era uma estrutura subterrânea e considerada com um portal para o mundo inferior. É possível que Umbilicus seja a parte exterior (acima da terra) deste monumento, que era "aberto" ritualmente apenas três vezes por ano, considerados dies nefasti, ou seja, dias nos quais as transações oficiais eram proibidas por motivos religiosos, uma vez que os espíritos malignos estariam livres para sair do mundo inferior na ocasião.
O Umbilicus foi provavelmente construído no século II a.C., mas as ruínas atuais são da época do imperador Sétimo Severo. A construção do seu arco triunfal em 203 já avançou sobre a área reservada para ele, que foi remodelada e fragmentos do monumento original foram reutilizadas no novo.
Acredita-se que o Umbilicus tenha sido uma estrutura separada do Milliarium Aureum, construído nas redondezas por Augusto, em 20 a.C., e que servia exatamente para a mesma coisa: ser uma referência de distância.

## Localização
| Planimetria do Comício (antes de César) |
| --- |
| Cúria Júlia Templo da Concórdia Altar de Saturno Umbilicus Urbis Senáculo Rostra Antiga Lápis Níger Basílica Pórcia Basílica Opímia Cúria Hostília Cárcere Grecóstase Coluna Mênia Área Volcanal |
| Em pontilhado, o traçado do Comício arcaico. Em cinza, a silhueta da Cúria Júlia, como indicativo de posição.                                                                                    |